# 加納尚樹
加納 尚樹（かのう なおき、1964年4月30日 - ）は、日本の音楽家／音楽プロデューサー／レコーディング・エンジニア。愛知県名古屋市出身。
2011年より、Taurus Boneheadの名前でアーティストとしても活動中。それ以前は本名の加納直喜で活動。2012年現在は、VANILLA PRODUCTION Ltd. 代表取締役社長、インディペンド・レコード・レーベルTOKYO (w)REC(k)ORDS主宰、レコーディングスタジオ＆音楽プロデューサー集団GO-GO KING RECORDERSリーダー。
2018年1月より［FM愛知］にて毎週日曜日24時から、［宮上元克］［（MAD CAPSULE MARKETS）（ACE OF SPADES）他］、［iCas］［（Oreska Band）］、［橘佳奈］［元（DREAM）］とともに、［GO-GO KING RADIO］でメインMCを務めた。
この番組は、2019年4月から7月まで、インターネットラジオ［Backstage Cafe］に発信の場所を移して活動。
現在は放送終了。

## 経歴
- 1987年、プロデューサー/エンジニア吉野金次（代表作:矢沢永吉・佐野元春等）のプロデュースにより、TUXEDO COOLとしてデビュー（Vo & Programming）。 バンド解散後、作曲家・アレンジャーとして活動する傍ら、プロデューサー/レコーディング・エンジニアとしての活動を開始。
- 1995年、60年代・70年代のアナログ黄金期の機材でレコーディングするGO-GO KING RECORDERS（studio）設立。同名のプロデューサー・バンドGO-GO KING RECORDERS（東京スカパラダイスオーケストラ、レピッシュ、エルマロのメンバーらが参加）として、スタジオを拠点に音楽を発信し始める。海外のスタジオとの交流もスタートさせ、近いサウンドコンセプトを持つロサンゼルスのスタジオCastle Oaksと姉妹提携を結んでいる。
- 2004年より渋谷FM 78.4MHzにて｢GO-GO KING RECORDERS ROCK ‘n’ ROLL RADIO｣のパーソナリティーをつとめる。（2010年終了）
- 2006年、｢GO-GO KING RECORDERS original recordings VOL.1｣をコロムビアより発売。（“スタジオをテーマとしたオリジナルアルバム” 、“レコーディングエンジニアのソロアルバム” がコンセプトであり、スタジオやエンジニアにフォーカスした作品は異例。）
- 2010年、「TOKYO (w)REC(k)ORDSレーベルプロジェクト」を開始。
- 2011年、Taurus Boneheadとしてアーティスト活動を再開。2011年7月27日オリジナルアルバム「Blues Tape Of Howling Coyote」をTOKYO (w)REC(k)ORDSよりリリース。

## 代表作

### A)
- 浅川マキ
  - 「black」　アルバム(Mix_1990)
- 天野歩美
  - 「贈り物があるの」　アルバム(Compose+Arr+Mix_1992)
- 浅田信一(ex:SMILE)
  - 「モアベター・スマイル」　アルバム(Produce+Rec+Mix_2005)
- 安藤裕子 x 西本智実
  - 「スペシャルプレミア・シンフォニック・コンサート」　コンサート(Co-ordination_2013)

### B)
- ボ・ガンボス
  - 「GO GO KING LIVE」　アルバム(Rec+Mix_1995)
  - 「Colla Bo Gumbos」　アルバム*ボ・ガンボストリビュート(Rec+Mix_2005)

- BLACK BOTTOM BRASS BAND
  - 「BLACK BOTTOM BRASS BAND」　アルバム(Produce+Rec+Mix_1996)
  - 「ハッピーラッシュ」　アルバム(Produce+Rec+Mix_2003)
  - 「ワッショイ★スター」　アルバム(Produce+Rec+Mix_2004)
  - 「Live In New Orleans 2005. Jan ~Benefit For New Orleans~」
  - アルバム(Produce+Rec+Mix_2005)
  - 「LIFE IS PARADE」　アルバム(Produce+Rec+Mix_2005)
  - 「History -15th Anniversary」　アルバム(Rec+Mix_2009)
  - 「TOUGHNESS AND MADNESS」　アルバム(Produce+Rec+Mix_2010)
  - 「SEVEN」　アルバム(Produce+Rec+Mix_2011)

- Blue Beat Players
  - 「SKAVILLE JAPAN Vol.1」　アルバム*コンピレーション(Rec+Mix_1997)
- ザ・ブロンソンズ (みうらじゅん・田口トモロヲ)
  - 「スーパーマグナム」　アルバム(Rec+Mix_1997)
- Base Ball Bear
  - 「バンドBについて」　アルバム(Rec+Mix_2006)
- BAZRA
  - 「オレンジ」　アルバム(Rec+Mix_2006)
  - 「フトサマス」　アルバム(Rec+Mix_2007)
  - 「千回目の日曜日」　アルバム(Rec+Mix_2008)
- THE BOOM
  - 「BOOMANIA ~THE BOOM SPECIAL BEST COVERS~」　アルバム*THE BOOMトリビュート(Rec+Mix_2009)

### C)
- ザ・カスタネッツ
  - 「冬の歌」　シングル(Produce+Rec+Mix_1995)
  - 「忘れないからね」　シングル(Produce+Rec+Mix_1996)
  - 「だいじょうぶ」　シングル(Produce+Rec+Mix_1996)
  - 「僕はそれがとても不思議だった」　シングル(Produce+Rec+Mix_1996)
  - 「LIVING」　アルバム(Produce+Rec+Mix_1996)
  - 「ハック」　シングル(Produce+Rec+Mix_1997)
  - 「PARK」　アルバム(Produce+Rec+Mix_1997)
- カーネーション
  - 「VENTURE BUSINESS Vol.1」　マキシシングル(Rec+Mix_2002)
  - 「VENTURE BUSINESS Vol.2」　マキシシングル(Rec+Mix_2002)
  - 「VENTURE BUSINESS Vol.3」　マキシシングル(Rec+Mix_2003)
  - 「LIVING / LOVING」　アルバム(Rec+Mix_2003)
  - 「ANGEL」　ミニアルバム(Rec+Mix_2004)
  - 「スペードのエース」　シングル(Rec+Mix_2004)
  - 「SUPER ZOO!」　アルバム(Rec+Mix_2004)
  - 「獣たち」　シングル*ライブ会場限定(Rec+Mix_2005)
  - 「ルネッサンス」　シングル*ライブ会場限定(Rec+Mix_2005)
  - 「LADY LEMONADE」　シングル*ライブ会場限定(Rec+Mix_2005)

- CHELSEA
  - 「Everlasting World / Sugar Rain」　シングル(Produce+Rec+Mix_2011)

### D)
- デキシータンタス
  - 「キープ・オン・ランニング」　シングル(Produce+Rec+Mix_1996)
- デキシード・ザ・エモンズ
  - 「虹をつかもう」　シングル(Rec+Mix_1997)
  - 「Royal Lounge」　アルバム(Rec+Mix_1997)
  - 「I Got You」　シングル(Rec_1999)
  - 「S,P & Y」　アルバム(Rec_1999)
- 堂島孝平 (x GO-GO KING RECORDERS)
  - 「Sky Driver ~Dojima Kohei First Anthology~」アルバム(Produce+Gtr+Rec+Mix_2000)
  - 「ルーザー」　シングル(Produce+Gtr+Rec+Mix_2001)
  - 「サンキューミュージック」　アルバム(Produce+Gtr+Rec+Mix_2001)
  - 「KINKY BOOT “Tribute To KINKS”」アルバム*コンピレーション(Produce+Gtr+Rec+Mix_2002)
  - 「Gentle Guitar Dreams」　アルバム*George Harrison Tribute (Rec+Mix_2002)
  - 「スプリング☆スプリンガー」　シングル(Produce+Gtr+Rec+Mix_2002)
  - 「冬が飛び散った / 25才」　シングル(Produce+Gtr+Rec+Mix_2002)
  - 「45℃」　シングル(Produce+Gtr+Rec+Mix_2003)
  - 「銀色クリアデイズ ~White Sliver Clear Days~」シングル(Produce+Gtr+Rec+Mix_2003)
  - 「DJKH calendar ~Dojima Kohei Second Anthology~」アルバム(Produce+Rec+Mix_2003)
  - 「ハジメテのハジマリ」　アルバム(Produce+Gtr+Rec+Mix_2004)
  - 「ファースト ビギニング」　アルバム(Produce+Gtr+Rec+Mix_2004)
  - 「冒険者たち –DJKH x GGKR LIVE & DOCUMENT DVD-」　DVD(Produce+Gtr+Rec+Mix_2004)
  - 「冒険者たち」　シングル(Produce+Gtr+Rec+Mix_2004)
  - 「ホワイト・アンド・ブルー」　アルバム(Produce+Rec+Mix_2005)
  - 「UNIRVANA」アルバム(Produce+Rec+Mix_2008)
  - 「THE UNIRVANA SHOW」アルバム*ライブレコーディング(Produce+Rec+Mix_2008)
- 堂本剛
  - 「ROSSO e AZZURO」　アルバム by DJKH x GGKR (Produce+Gtr+Rec+Mix_2002)
- DAUGHTER
  - 「DAUGHTER」　アルバム(Rec+Mix_2004)
- DAD MOM GOD
  - 「Poems like the Gun」　アルバム(Rec+Mix_2010)
  - 「ISN’T IT DMG」　アルバム(Rec+Mix_2011)

### E)
- ECD
  - 「MELTING POT  ”BEAT FORK(15/NOV/’98 17:19:59~17:25:15)”」　アルバム(Rec+Mix_1999)
- Emi Meyer
  - 「スーツケース・オブ・ストーンズ」　アルバム(Rec+Mix_2011)

### F)
- フラワーカンパニーズ
  - 「プログレマン〜エンケントリビュート」　アルバム*遠藤賢司トリビュート(Rec+Mix_1996)
  - 「チェスト！チェスト！チェスト！」　アルバム(Rec+Mix_2010)
- フライング・ダッチマン
  - 「ちちんぷいぷい」　アルバム(Produce+Rec+Mix_2012)

### G)
- GO-GO KING RECORDERS
  - 「GO-GO KING RECORDERS original recording VOL.1」　アルバム*コンピレーション(Produce+Rec+Mix_2006)
- The Golden Wet Fingers（チバユウスケ・中村達也・イマイアキノブ）
  - 「KILL AFTER KISS（KISS盤／ライブ会場限定CD）」アルバム(REC+MIX_2013)
  - 「KILL AFTER KISS（KILL盤／通常流通CD）」アルバム(REC+MIX_2013)
  - 「KILL AFTER KISS（アナログ盤）」アルバム(REC+MIX_2013)
- GREEDY GREEN
  - 「CIRCUS」　シングル(Rec+Mix_1996)
  - 「SPOTLIGHT」　シングル(produce+Rec+Mix_1997)
  - 「MW」　アルバム(Rec+Mix_1997)
  - 「青い鳥」　シングル(Rec+Mix_1997)
  - 「PARTY COMBO」　アルバム(Rec+Mix_1997)

### H)
- Hicksville
  - 「こんな晴れた日には」　シングル(Rec+Mix_1997)
  - 「恋する青春」　マキシシングル(Produce+Perc.+Electro Voice+Rec+Mix_1997)
  - 「Sunset Blvd.」　アルバム(Produce+Perc.+Rec+Mix_1997)
  - 「Milage」　アルバム(Produce+Rec+Mix_1999)
- 比屋定篤子
  - 「のすたるじあ」　アルバム(Rec+Mix_1997)
- HIROMIX Produced by Dots & Borders
  - 「ALBUM」　アルバム(Rec+Mix_1998)
- HIROMIX
  - 「Hiromix’99」　アルバム(Rec+Mix_1999)
- HEAVY HITTER♂
  - 「男どパンク甲子園」　アルバム(Produce+Gtr+Mix_2002)
- HEAVY HITTER♂ and friends
- 「アニメどパンク甲子園」　アルバム(Produce+Gtr+Mix_2002)
- HEAVY HITTER♀
  - 「私をどパンク甲子園へ連れてって」　アルバム(Produce+Gtr+Mix_2002)
- HEAVY HITTER All Stars
  - 「春の選抜！どパンク甲子園大会」　アルバム(Produce+Gtr+Mix_2003)
- Hysteric Glamour (x Taurus Bonehead)
  - 「(temporary)Hysteric Glamour 」　(Produce+Gtr+Rec+Mix_2012)

### I)
- 井上浩之
  - 「六月の白い朝」　アルバム(Produce+Rec+Mix_1991)
  - 「夜をめくって ~時間の螺旋の中で~」　アルバム(Produce+Rec+Mix_1992)
- 井手真理子
  - 「aqua-rhythm」　アルバム(Rec+Mix_1999)
- in time
  - 「on sunday」　アルバム(Rec+Mix_2008)
- 伊藤ふみお(ex:KEMURI)
  - 「MIDAGE RIOT」　アルバム(Rec+Mix_2009)

### J)
- JOY HEIGHTS
  - 「COUNTRY KILL」　アルバム(Rec+Mix_2008)
- The Jerry
  - 「AWAKE」　アルバム(Rec+Mix_2008)

### K)
- KRYZLER & KOMPANY
  - 「# (シャープ)」　アルバム(Mix_1991)
- カジヒデキ
  - 「15 angry man」　アルバム(Rec+Mix_1999)
  - 「the fireworks candy & puppydog store」　アルバム(Rec+Mix_1999)
- 木下航志
  - 「通り雨」　九州限定シングル(Rec+Mix_2005)
  - 「絆」　アルバム(Rec+Mix_2006)
  - 「Voice」　アルバム(Rec+Mix_2007)
  - 「WE GOT RHYTHM」　アルバム(Rec+Mix_2008)
- 櫛引さやか
  - 「mush☆room」　アルバム(Rec+Mix_2000)
- 久保田利伸
  - 「SOUL TREE ~a musical tribute to Toshinobu Kubota~」　アルバム*久保田利伸トリビュート(Rec+Mix_2004)
- 勝手にしやがれ
  - 「7’o clock Jump Vol.2」　アルバム*コンピレーション(Rec+Mix_2005)
- 黒猫チェルシー
  - 「黒猫チェルシー[Original Recording]」　アルバム(Rec+Mix_2009)
- 栗山千明
  - 「コールドフィンガーガール」　シングル(Rec+Mix_2011)
- 川畑さおり
  - 「永遠の碧」　シングル(Rec+Mix_2011)

### L)
- ロザリオス
  - 「ゆうれい船長がハナシてくれたこと」　アルバム(Rec+Mix_2005)

### M)
- 真島昌利(ex:BLUE HEARTS / ex:HIGH-LOWS / ザ・クロマニヨンズ)
  - 「夏のぬけがら」　アルバム(Mix_1989)
- 南野陽子
  - 「KISSしてロンリネス / DEAD END」　シングル(Arr_1990)
- 南青山少女歌劇団
  - 「夢を信じて」　シングル(Compose+Produce+Rec+Mix_1992)
- 真心ブラザーズ
  - 「スピード / 気持ちE」　シングル(Produce+Rec+Mix_1995)
  - 「KING OF ROCK」　アルバム(Produce+Rec+Mix_1995)
  - 「サマーヌード / 愛(Live Version)」　シングル(Produce+Rec+Mix_1995)
  - 「サマームード / 月面」　シングル(Produce+Rec+Mix_1995)
  - 「TIME GOES ON」　ミニアルバム(Produce+Rec+Mix_1995)
  - 「CHECK YOUR SPEED」　ビデオ/DVD(Produce_1995 / 2003)
  - 「拝啓ジョンレノン / 嫌いじゃないぜ」　シングル(Produce+Rec+Mix_1996)
  - 「GREAT ADVENTURE」　アルバム(Produce+Rec+Mix_1996)
  - 「ループスライダー / ぼくはぼく」　シングル(Produce+Rec+Mix_1997)
  - 「B.A.D. ~MB’s Single Collection~」　アルバム(Produce+Rec+Mix_1997)
  - 「SUPER B.A.D. 」　ビデオ/DVD(Produce+Rec+Mix_1997 / 2003)
  - 「夢の日々 ~SERIOUS & JOY~ 」　アルバム(Rec+Mix_2001)
  - 「人間はもう終わりだ 」　マキシシングル(Rec+Mix_2001)
  - 「KING OF CLIPS 」　DVD(Produce+Rec+Mix_2005)
- minimum wage
  - 「十人十色」　アルバム(Produce+Rec+Mix_2003)
- みんなのうた
  - 「家族の時間 ~みんなのうたカバー集~」　アルバム(Rec+Mix_2008)
- 未来
  - 「恋をしようよ」　シングル(Compose+Words+Produce+Gtr+Rec+Mix_2011)

### N)
- northern bright
  - 「northern bright e.p.」　マキシシングル(Produce+Rec+Mix_1998)
  - 「rising sun e.p.」　シングル(Produce+Rec+Mix_1999)
  - 「sugar & spice e.p.」　マキシシングル(Produce+Rec+Mix_1999)
  - 「Wildflower」　シングル(Produce+Rec+Mix_1999)
- NO PLAN (テレビ朝日「内村プロデュース」) 
  - 「NO PLAN」　アルバム(Produce+Gtr+Rec+Mix_2003)
- NONA REEVES
  - 「DAYDREAM PARK」　アルバム(Produce+Gtr+Rec+Mix_2007)

### O)
- ORITO
  - 「LOW DOWN」　シングル(Rec+Mix_1998)
- OSUMI / BIG O (OSUMI from “Shakka Zombie”)
  - 「スピリチュアル・マターズ」”Perfect World” GO-GO KING RECORDERS Re-MIX　アルバム(Compose+Produce+Gtr+Rec+Mix_1998)
- 乙葉
  - 「Otoha CD Volume 2」　アルバム(Produce+Gtr+Rec+Mix_2002)
- オレスカバンド
  - 「自転車」　シングル(Rec+Mix_2010)
  - 「COLOR」　アルバム(Rec+Mix_2010)

### P)
- PENICILLIN
  - 「UNION JAP」　アルバム(Rec+Mix_2000)
- PONTIACS（浅井健一）
  - 「GALAXY HEAD MEETING」　アルバム(Rec+Mix_2010)

### R)
- Rude Bones
  - 「Where did my stick go?」　マキシシングル(Rec+Mix_2000)
  - 「Something That’s Original」　アルバム(Rec+Mix_2001)
  - 「Rude Bones」　アルバム(Rec+Mix_2002)
- Radio Caroline
  - 「Glow」　アルバム(Rec+Mix_2005)
  - 「ALL OUT」　アルバム(Produce+Rec+Mix_2005)
- RIP SLYME
  - 「JOURNY」　アルバム(Rec_2009)

### S)
- 佐野元春・渡辺美里 with Heartland
  - 「HOME PLANET –地球こそ私の家」　シングル(Mix_1990)
- SHY BLUE
  - 「崖っぷちの愛に」　シングル(Produce+Rec+Mix_1995)
  - 「CRIME and PAIN」　アルバム(Produce+Rec+Mix_1995)
- 桜井秀俊 & PIONEER COMBO (真心ブラザース)
  - 「BEYOND THE NOTE」　アルバム(Produce+Rec+Mix_1995)
  - 「52minutes Moving on」　アルバム(Produce+Rec+Mix_1996)
- ソウル・ボッサ・トリオ
  - 「at WILD JUMBO」　アルバム(Rec+Mix_1996)
  - 「In Native」　アルバム(Rec+Mix_1997)
  - 「Nature Vision」　アルバム(Rec+Mix_1998)
  - 「リミックス」　アルバム(Rec+Mix_1998)
- 鈴木祥子
  - 「Angel」　シングル(Rec_1997)
  - 「Candy Apple Red」　アルバム(Rec+MIx_1997)
- Sparks GO GO
  - 「八月の夢」　マキシシングル(Rec+Mix_1998)
  - 「カリビアン・ビーチ・ホテル」　シングル(Rec+Mix_1998)
  - 「MEXICO98」　アルバム(Rec+Mix_1998)
- THE SPACE COWBOYS
  - 「clock work machine」　シングル(Produce+Rec+Mix_1999)
  - 「プラズマ・ジェット」　アルバム(Produce+Rec+Mix_1999)
- Shakka Zombie
  - 「BIG BLUE」”BIG BLUE(GO-GO KING RECORDERS REMIX)”　シングル(Compose+Produce+Gtr+Rec+Mix_1999)
  - 「S-SENCE 2000」”BIG BLUE(GO-GO KING RECORDERS REMIX)”　アルバム(Compose+Produce+Gtr+Rec+Mix_2000)
- SKA☆ROCKETS
  - 「Mood For Freedom」　アルバム(Produce+Rec+Mix_2000)
- Sembello
  - 「Kairos」　アルバム(Rec+Mix_2006)
- submen
  - 「LOVE & HATE e.p.」　ミニアルバム(Produce+Rec+Mix_2011)

### T)
- Tuxedo Cool
  - 「Tuxedo Cool」　アルバム(Vo+Arr+Prog_1987)
- 友部正人
  - 「夕日は昇る」　アルバム(Mix_1989)
- 東京スカパラダイスオーケストラ
  - 「Pioneers」　アルバム(Rec+Mix_1993)
  - 「マライの號」　シングル(Rec+Mix_1993)
  - 「Fantasia」　アルバム(Rec+Mix_1993)
  - 「gold rush」　シングル(Rec+Mix_1993)
  - 「ハプニング」　シングル(Rec+Mix_1993)
  - 「ブルーマーメイド」　シングル(Rec+Mix_1993)
  - 「スカパラ at キャバレー」　ビデオ/DVD(Rec+Mix_1993 / 2004)
  - 「HAPPY GO LUCKY」　シングル(Rec+Mix_1994)
  - 「東京デラックス」(映画サウンドトラック)　シングル＋アルバム(Rec+Mix_1995)
  - 「WATERMELON」　シングル(Rec+Mix_1995)
  - 「GRAND PRIX」　アルバム(Rec+Mix_1995)
  - 「LIVE GRAND PRIX」　ビデオ/DVD(Rec+Mix_1995 / 2004)
  - 「トーキョーストラット」　アルバム(Rec_1995)
  - 「HURRY UP!」　シングル(Rec+Mix_1997)
  - 「MOOD FOR TOKYO SKA ~WE DON’T KNOW WHAT SKA IS」アルバム(Rec+Mix_1997)
  - 「18540617」　ビデオ/DVD(Rec+Mix_1997 / 2004)
  - 「愛があるかい？」　シングル(Rec+Mix_1998)
  - 「火の玉ジャイブ」　シングル(Rec+Mix_1999)
  - 「JUSTA RECORD COMPILATION Vol.1」　アルバム(Rec+Mix_1999)
  - 「とんでもクライシス！オリジナルサウンドトラック」　アルバム(Rec+Mix_1999)
  - 「フィルムメイカーズ・ブリード 〜頂上決戦〜」　シングル(Rec+Mix_2000)
  - 「FULL-TENSION BEATERS」　アルバム(Rec+Mix_2000)
  - 「THE BEST ! PUNCH THE MONKY」　アルバム*コンピレーション(Rec+Mix_2000)
  - 「Gunslingers」　アルバム(Rec+Mix_2001)
  - 「めくれたオレンジ」feat. 田島貴男 ORIGINAL LOVE　シングル(Rec+Mix_2001)
  - 「カナリヤ鳴く空」feat. チバユウスケ TMGE　シングル(Rec+Mix_2001)
  - 「美しく燃える森」feat. 奥田民生　シングル(Rec+Mix_2002)
  - 「Stompin’ On DOWN BEAT ALLEY」　アルバム(Rec+Mix_2002)
  - 「BEST 1989~1997」　アルバム(Rec+Mix_2002)
  - 「新仁義なき戦い”誅殺”オリジナルサウンドトラック」　アルバム(Rec+Mix_2003)
  - 「ON TOUR」　アルバム(Mix_2004)
  - 「BEST OF TOKYO SKA 1998~2007」　アルバム(Rec+Mix_2007)
  - 「Perfect Future」　アルバム(Rec+Mix_2008)
  - 「Kinou Kyou Ashita」　シングル(Rec+Mix_2009)
  - 「WORLD SKA SYMPHONY」　アルバム(Rec+Mix_2010)
- 武田真治
  - 「Blow Up」　アルバム(Rec_1995)
- 高橋徹也
  - 「My Favorite Girl」　シングル(Rec+MIx_1996)
  - 「Popular Music Album」　アルバム(Rec+MIx_1996)
  - 「真夜中のドライブイン」　シングル(Rec+MIx_1997)
  - 「チャイナカフェ」　シングル(Produce+Rec+MIx_1997)
  - 「新しい世界」　シングル(Produce+Rec+MIx_1997)
  - 「鏡の前に立って自分を眺めるときは出来るだけ暗いほうが都合がいいんだ」　(Prod+Rec+MIx_1998)
  - 「シーラカンス」　シングル(Produce+Rec+MIx_1998)
  - 「ベッド・タウン」　アルバム(Produce+Rec+MIx_1998)
- 都築恵理 (presented by GO-GO KING RECORDERS)
  - 「Working Girl」　マキシシングル(Produce+Gtr+Rec+MIx_1998)
  - 「CALABASAS DOOR」presented by GGKRアルバム(Produce+Gtr+Rec+MIx_2000)
- 武内享(ex:チェッカーズ)
  - 「目覚めの丘」　マキシシングル(Rec+Mix_1999)
  - 「LIVING ROCK」　アルバム(Rec+Mix_1999)
  - 「ハリハリホー」　シングル(Mix_2000)
- 富樫春生
  - 「”2000 piano songs series”」　アルバム*12ヶ月連続発売(Rec→Direct Mix_2000)
- THE TON-UP MORTORS
  - 「Hey! People」　ミニアルバム*ライブ会場限定(Rec+Mix_2011)
- つしまみれ
  - 「GIVING BLOOD」　アルバム(Rec+Mix_2011)
- Taurus Bonehead
  - 「Blues Tape Of Howling Coyote」　アルバム(Compose+Words+Produce+Vo+Gtr+Perc+Rec+MIx_2011)

### U)
- UNISON SQUARE GARDEN
  - 「新世界ノート」　ミニアルバム(Produce+Rec+Mix_2008)
  - 「流星前夜」　ミニアルバム(Produce+Rec+Mix_2008)
  - 「センチメンタルピリオド」　シングル(Produce+Rec+Mix_2008)
  - 「マスターボリューム」　シングル(Produce+Rec+Mix_2009)
  - 「UNISON SQUARE GARDEN」　アルバム(Produce+Rec+Mix_2009)
- 上田現(レピッシュ)
  - 「上田現トリビュートアルバム SIRUS ~Tribute to UEDA GEN~」　アルバム(Rec+Mix_2009)
- unkie
  - 「Save It」　DLシングル(Rec+Mix_2009)
  - 「But Still Beginning」　DLシングル(Rec+Mix_2010)
  - 「DEVIL’S RIDE」　アルバム(Rec+Mix_2010)

### W)
- WEDNESDAY
  - 「START THE START」　アルバム(Words+Produce+Rec+Mix_2010)

### Y)
- YO-KING
  - 「DEFROSTER ROCK」　アルバム(Rec+Mix_1999)
  - 「愛とロックンロール」　アルバム(Rec+Mix_2002)

### 1.2.3…)
- 3.6 MILK
  - 「3.6 MILK」　アルバム(Produce+Rec+Mix_2001)
  - 「Start Walkin’」　アルバム(Produce+Rec+Mix_2002)
  - 「ROCK! ROCK! ROCK ROCK ROCK!」　アルバム(Words+Produce+Rec+Mix_2002)
  - 「Can’t Stop Me Now」　ミニアルバム(Compose+Words+Produce+Rec+Mix_2003)
  - 「Oh! Summer Show!」　アルバム(Compose+Words+Produce+Rec+Mix_2003)